# Distrito de Manitoulin
O Distrito de Manitoulin é uma região administrativa da província canadense de Ontário. Sua capital é Gore Bay. Possui uma população de 12,679 habitantes.